# 美合町
美合町（みあいちょう）は、愛知県岡崎市大平地区の町名。丁番を持たない単独町名であり、58の小字が設置されている。

## 地理
岡崎市南部に位置する。町内北端に乙川が流れ、大平町との境界線になっている。小字を持つが丁番は持たない。なお、美合西町は全域を本町が囲んでいる。

### 河川
- 乙川
- 山綱川
- 竜泉寺川
- 六斗目川

### 湖沼
- 大谷坂池
- 石塚池
- 荒子池
- 神明宮池
- 道ヶ根池

### 小字
| - 字小豆坂（あずきざか） - 字穴田（あなだ） - 字池下（いけした） - 字石塚（いしづか） - 字板橋（いたばし） - 字一ノ久保（いちのくぼ） - 字入込（いりこみ） - 字老婆懐（うばがふところ） - 字大新田（おおしんでん） - 字上長根（かみながね） - 字川畔（かわぐろ） - 字川田（かわだ） - 字川向（かわむこう） - 字北屋敷（きたやしき） - 字京ケ嶺（きょうがみね） - 字小淵（こぶち） - 字五反田（ごたんだ） - 字五本松（ごほんまつ） - 字坂下（さかした） - 字沢渡（さわたり） | - 字三田（さんた） - 字三ノ久保（さんのくぼ） - 字島廻り（しままわり） - 字下長根（しもながね） - 字下ノ端（しものはし） - 字生田（しょうだ） - 字生田屋敷（しょうだやしき） - 字祖父炉（じじろ） - 字地蔵野（じぞうの） - 字砂田（すなだ） - 字外小渕（そとこぶち） - 字竹下（たけした） - 字田ノ入（たのいり） - 字力石（ちからいし） - 字天白（てんぱく） - 字道ケ根（どうがね） - 字呑地（どんち） - 字中荒子（なかあらこ） - 字中新田（なかしんでん） | - 字中田（なかだ） - 字中長根（なかながね） - 字中野（なかの） - 字長根（ながね） - 字生道（なまどう） - 字並松（なみまつ） - 字西屋敷（にしやしき） - 字西山（にしやま） - 字二ノ久保（にのくぼ） - 字平地（ひらち） - 字平端（ひらばた） - 字広田（ひろた） - 字本郷（ほんごう） - 字水洗（みずあらい） - 字南屋敷（みなみやしき） - 字宮西（みやにし） - 字八ケ尻（やつがじり） - 字山道（やまみち） - 字吉添（よしぞえ） |

## 世帯数と人口
2019年（令和元年）5月1日現在の世帯数と人口は以下の通りである。
| 町丁   | 世帯数    | 人口     |
| ------ | --------- | -------- |
| 美合町 | 4,257世帯 | 10,111人 |

### 人口の変遷
国勢調査による人口の推移
| 1995年（平成7年）  | 10,144人 | [ 8 ]  |  |
| 2000年（平成12年） | 10,073人 | [ 9 ]  |  |
| 2005年（平成17年） | 9,938人  | [ 10 ] |  |
| 2010年（平成22年） | 10,105人 | [ 11 ] |  |
| 2015年（平成27年） | 9,955人  | [ 12 ] |  |

## 小・中学校の学区
市立小・中学校に通う場合、学区は以下の通りとなる。
| 区域・番地等                                             | 小学校               | 中学校             |
| -------------------------------------------------------- | -------------------- | ------------------ |
| 名鉄線以北                                               | 岡崎市立美合小学校   | 岡崎市立美川中学校 |
| 名鉄線以南のうち市道美合農振線以東で市道日清美合北線以北 | 岡崎市立小豆坂小学校 | 岡崎市立美川中学校 |
| 名鉄線以南（小豆坂小学校校区を除く）                     | 岡崎市立緑丘小学校   | 岡崎市立竜南中学校 |

## 歴史
額田郡和合村を前身とする。江戸期の馬頭村、生田村、平地村に相当する。
三河一向一揆では、松平元康軍と一向一揆勢の間で、馬頭原から小豆坂にかけて馬頭原の戦いが戦われた。

### 沿革
- 江戸時代 - 馬頭村は柴田岩五郎領（229石6斗5升4合）、生田村は吉田藩領（490石7升4合）、平地村は本宗寺領（42石5斗5升6合）であった[15]。
- 1878年（明治11年）12月28日 - 馬頭村・生田村・平地村が合併し、和合村となる[16]。
- 明治22年（1889年）10月1日 - 町村制施行に伴い、岡村・保母村と合併し、美合村大字和合となる[16]。
- 1928年（昭和3年）9月1日 - 岡崎市に編入する際、和合が美合の名称を引き継ぎ同市美合町となる[17]。
- 1975年（昭和50年）12月16日 - 美合土地区画整理事業の換地処分に伴い、一部が美合新町となる[17][18]。
- 1978年（昭和53年）9月26日 - 広田土地区画整理事業の換地処分に伴い、一部が美合西町となる[17][18]。
- 1980年（昭和55年）7月31日 - 若松土地区画整理事業の換地処分に伴い、一部が若松東三丁目となる[17][18]。
- 1986年（昭和61年）11月13日 - 緑丘土地区画整理事業の換地処分に伴い、一部が緑丘一丁目～三丁目となる[17][18]。
- 1989年（平成元年）5月23日 - 上地第1・第2特定土地区画整理事業の換地処分に伴い、一部が上地三丁目～四丁目となる[17][18]。
- 2001年（平成13年）2月10日 - 岡崎蓑川土地区画整理事業の換地処分に伴い、一部が蓑川新町となる[18]。
- 2021年（令和3年）8月21日 - 岡崎蓑川南部土地区画整理事業の換地処分に伴い、一部がみはらし台二丁目となる[19]。

### 史跡
- 五本松遺跡
- 火の穴古墳
- 南ヶ原古墳
- 美合小豆坂古墳

## 交通

### 鉄道
- 名鉄名古屋本線
  - 美合駅

### 道路
- 国道1号
  - ほたる橋
  - 大平橋
- 愛知県道48号岡崎刈谷線
  - 竜南メーンロード
- 愛知県道326号桑谷柱線
  - 緑丘通り
- 愛知県道327号市場福岡線
  - 藤川街道
- 愛知県道328号本郷美合停車場線
  - 馬頭道
- 愛知県道480号美合幸田線
  - 馬頭道

## 施設
- 岡崎市社会福祉センター
- 愛知県青年の家
- 岡崎市総合検査センター（旧岡崎市繊維試験所。1987年4月15日に朝日町森畔から美合町五本松に移転した）[20][21]
- 高年者センター岡崎（1989年6月1日オープン）[22][23]
- 岡崎美合郵便局
- 美合公園
- 中長根公園
- 西尾信用金庫 美合支店
- イズモ葬祭 イズモホール岡崎貴賓館
- 日吉神社
- 本宗寺
- 馬頭観音寺
- 中川ヒューム管工業 岡崎工場
- 日清紡ホールディングス 美合工機事業所[24]
- 日清紡メカトロニクス 美合工機事業所[25]
- イオンタウン岡崎美合（2020年11月27日オープン）
- バーガーキング イオンタウン岡崎美合店
- ドミー美合店（2024年1月28日閉店）
- 三河珪石 本社
- 嘉右衛門の宿（1985年廃止）

### 教育
- 愛知県立農業大学校 岡崎キャンパス
- 愛知県立岡崎高等技術専門校
- 愛知県立みあい特別支援学校
- 愛知県立岡崎特別支援学校（2024年4月1日移転開校）[26]
- 岡崎市立緑丘小学校

## ギャラリー

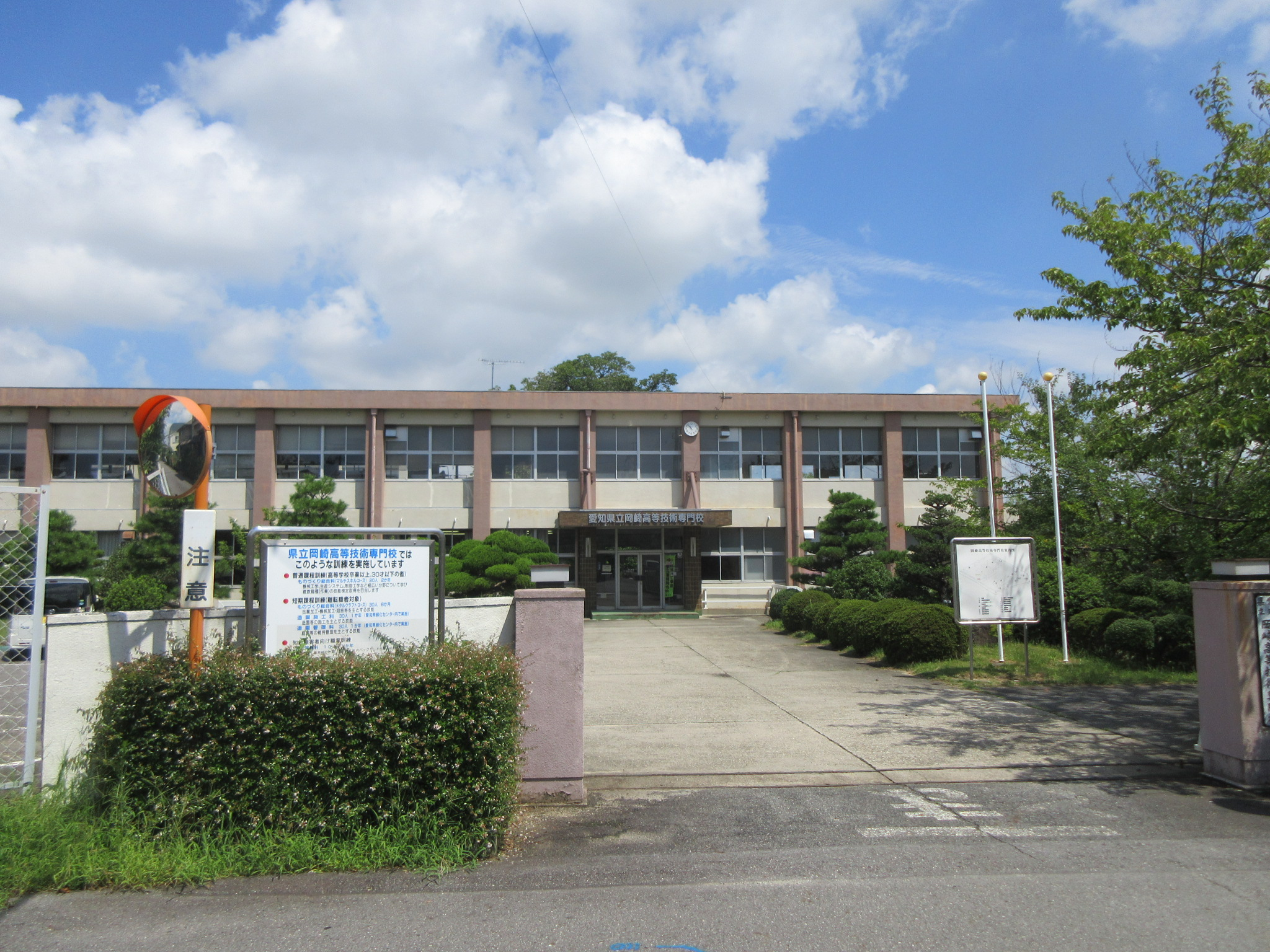
愛知県立岡崎高等技術専門校
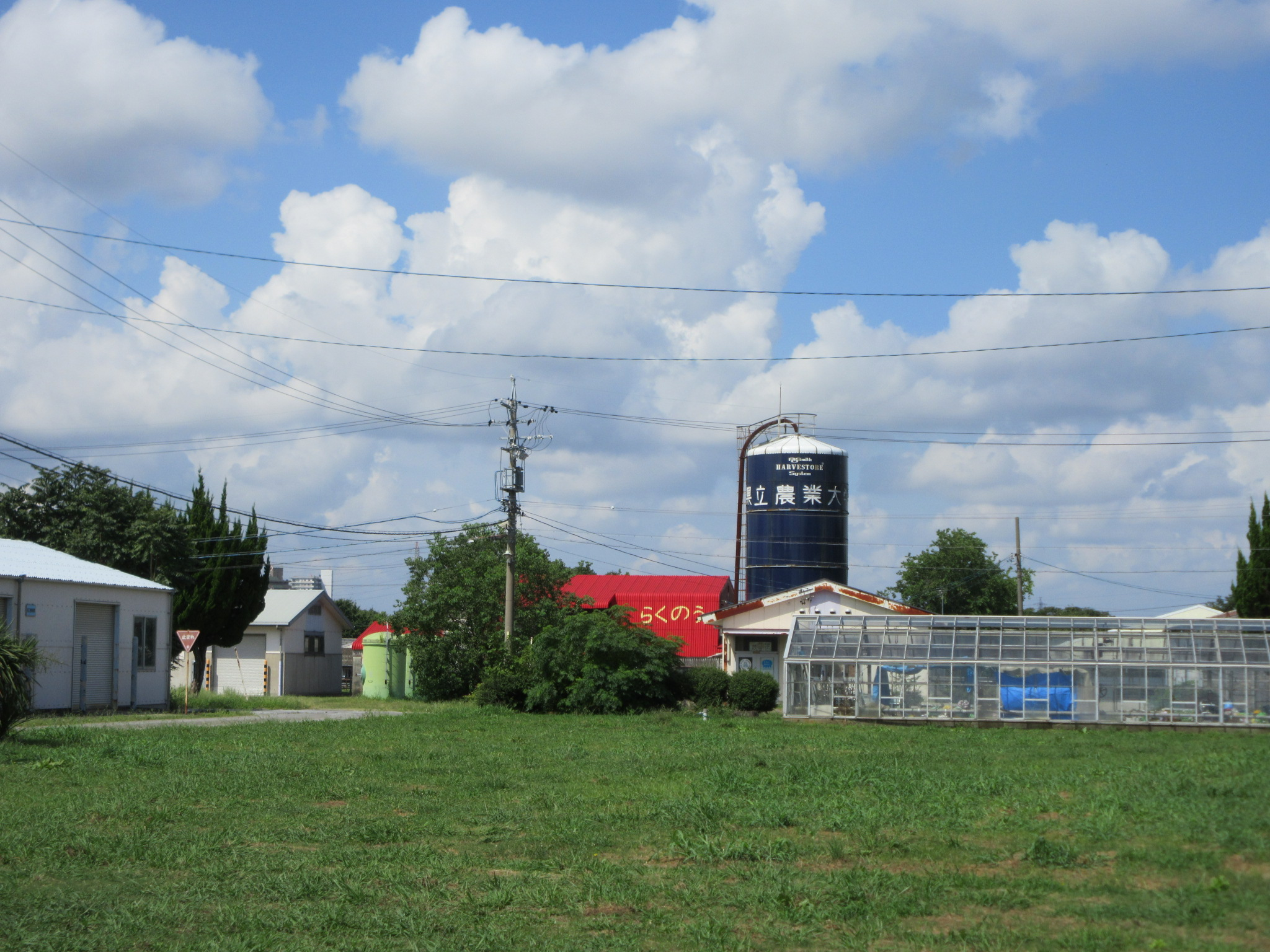
愛知県立農業大学校
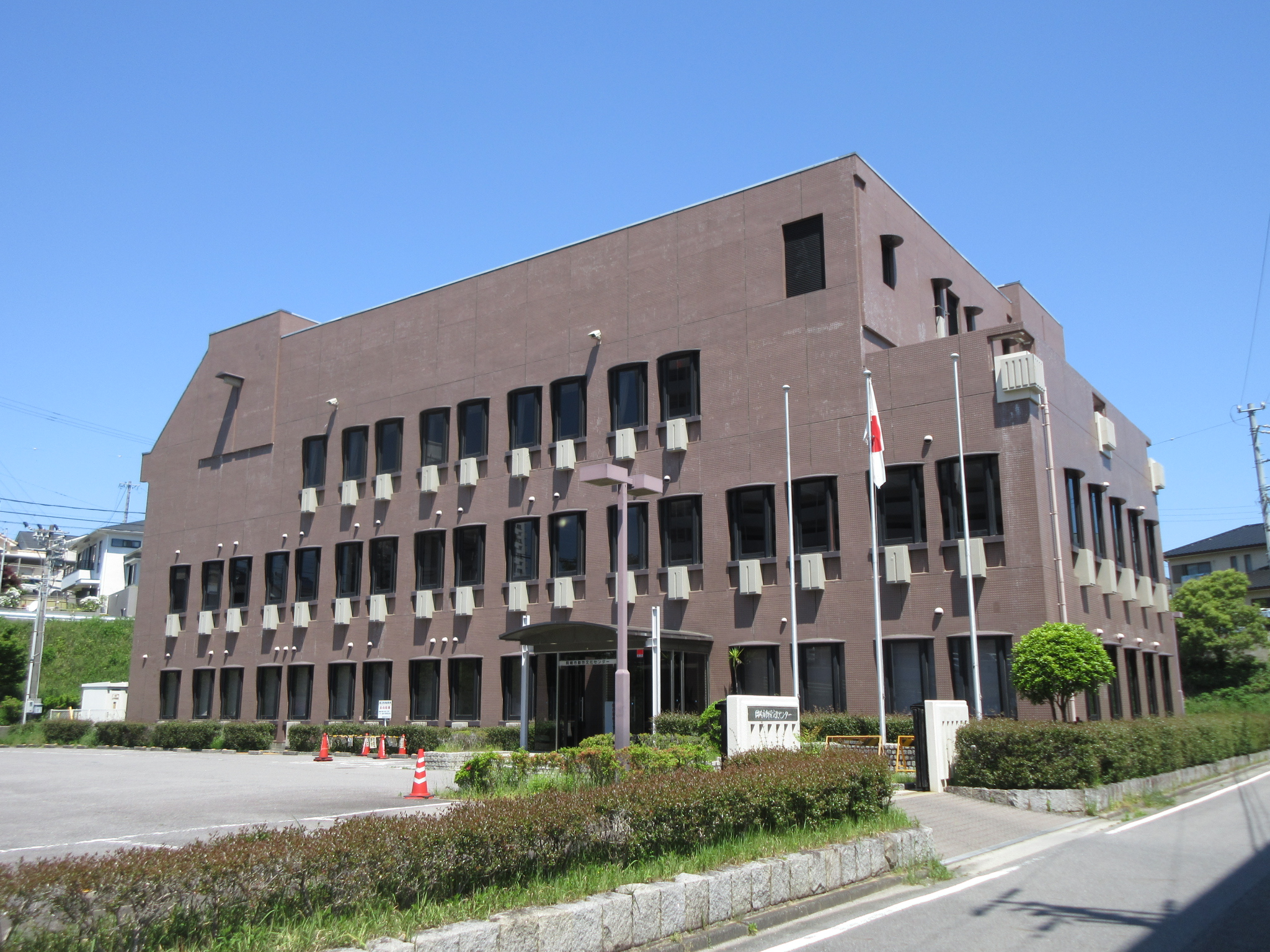
岡崎市社会福祉センター
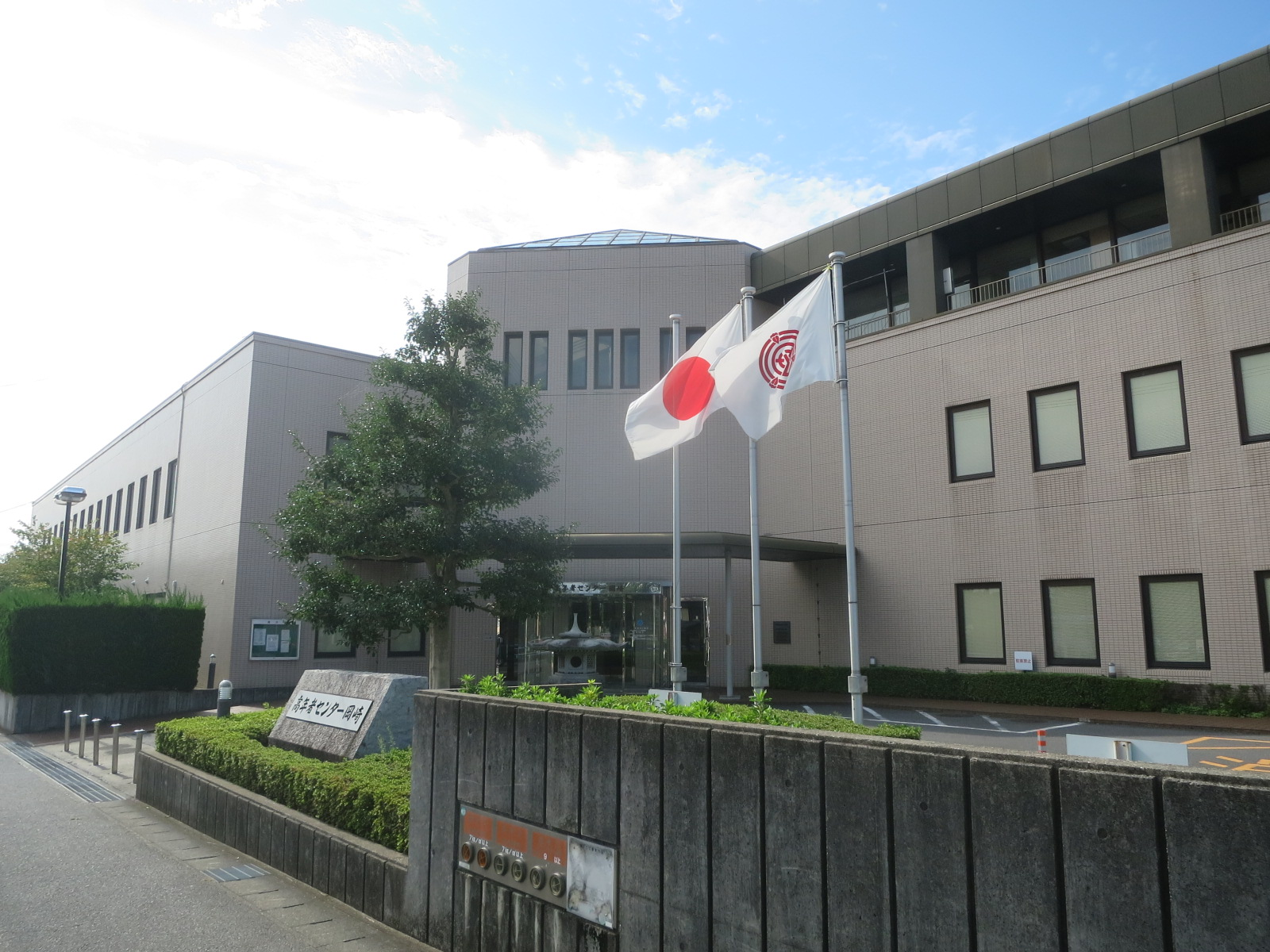
高年者センター岡崎
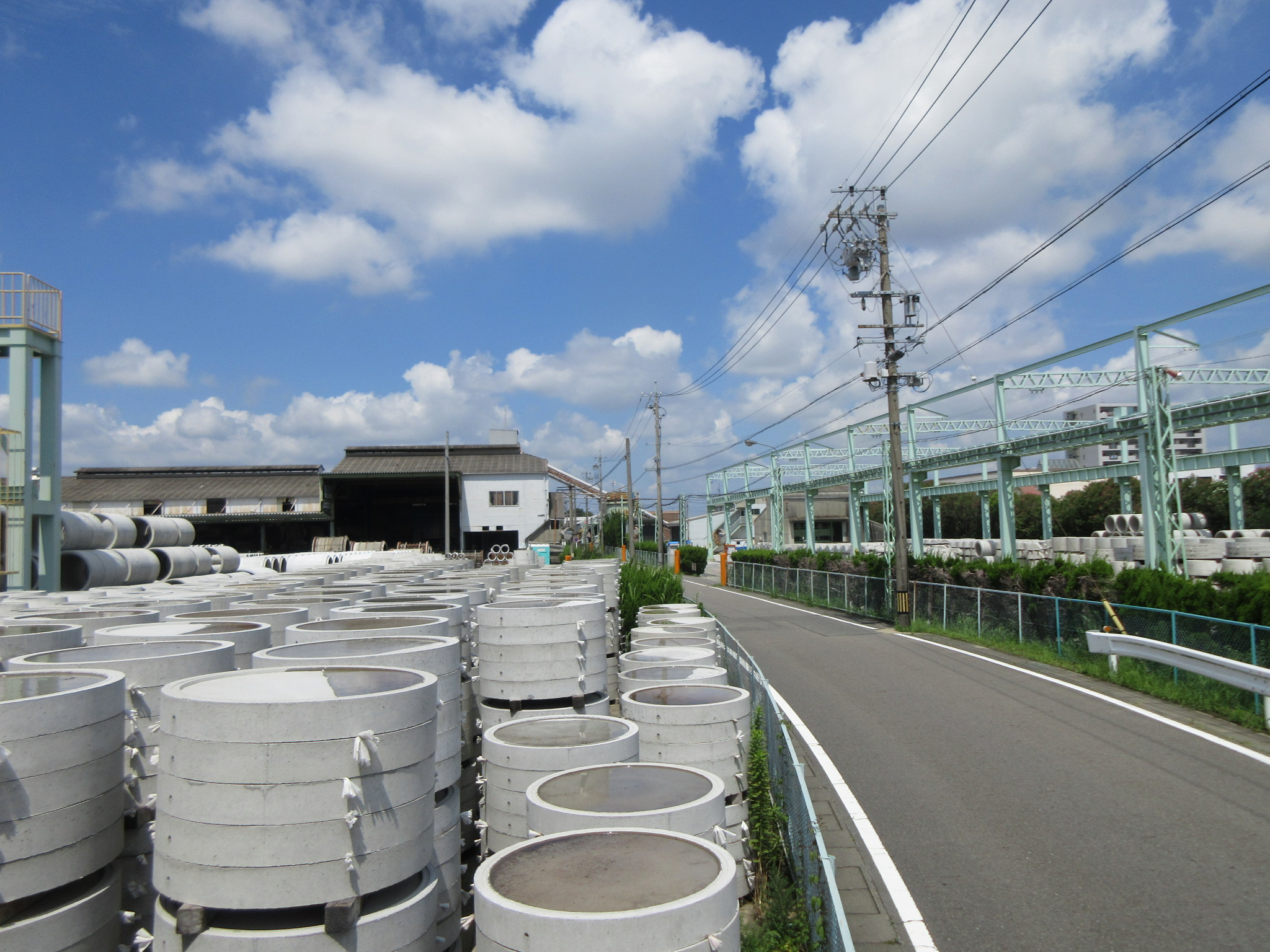
中川ヒューム管工業岡崎工場
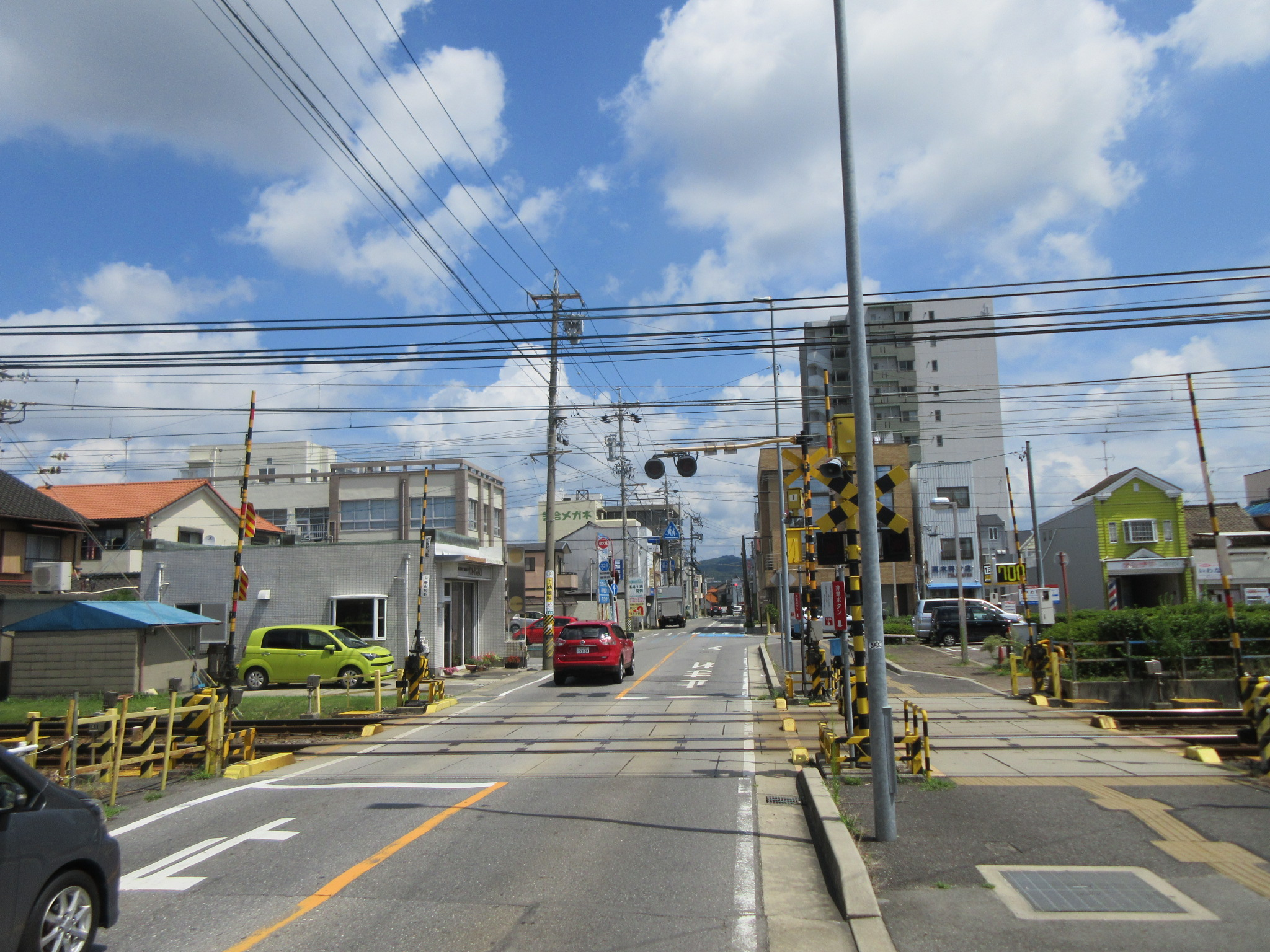
美合駅の踏切
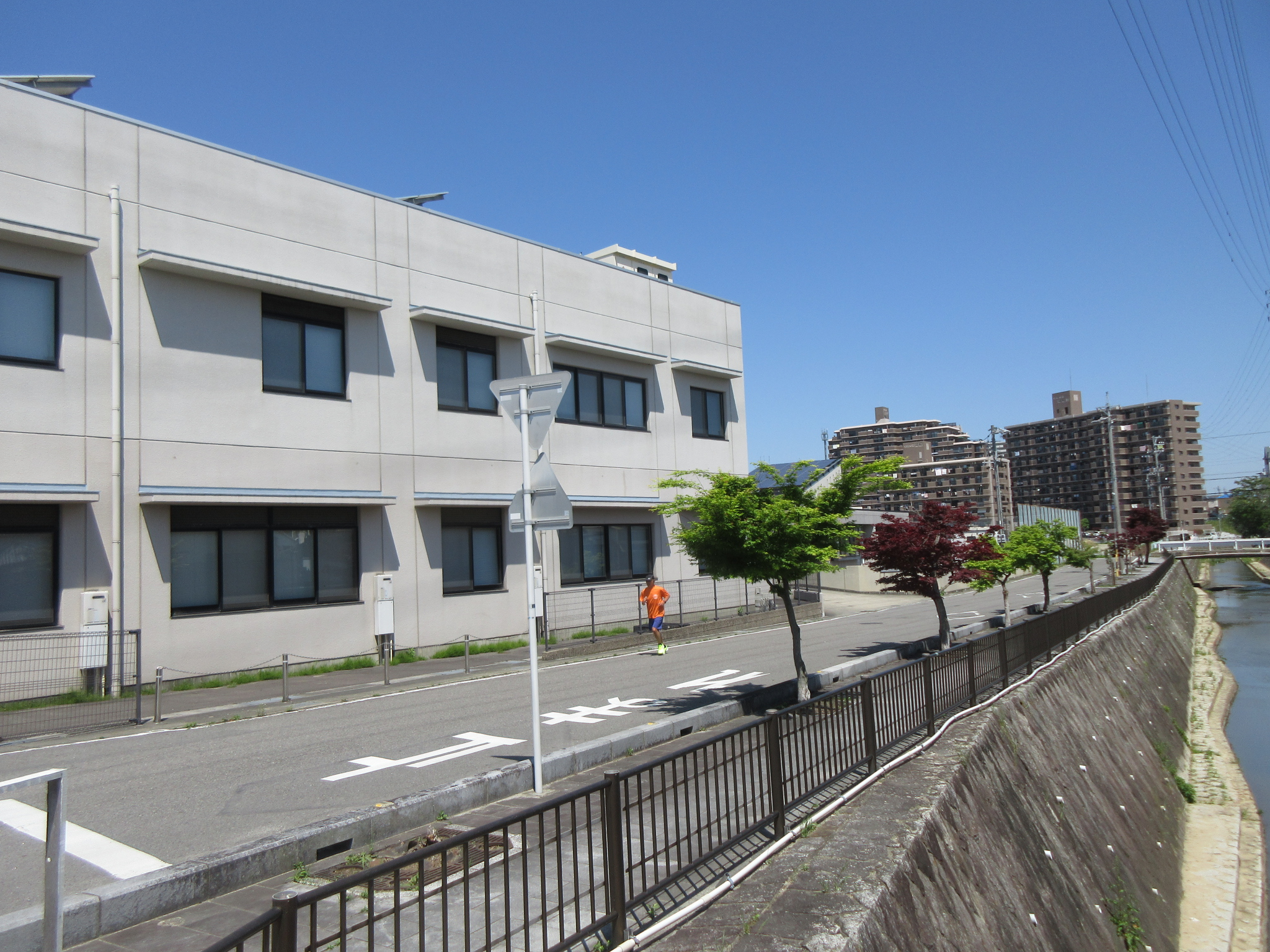
岡崎市総合検査センター
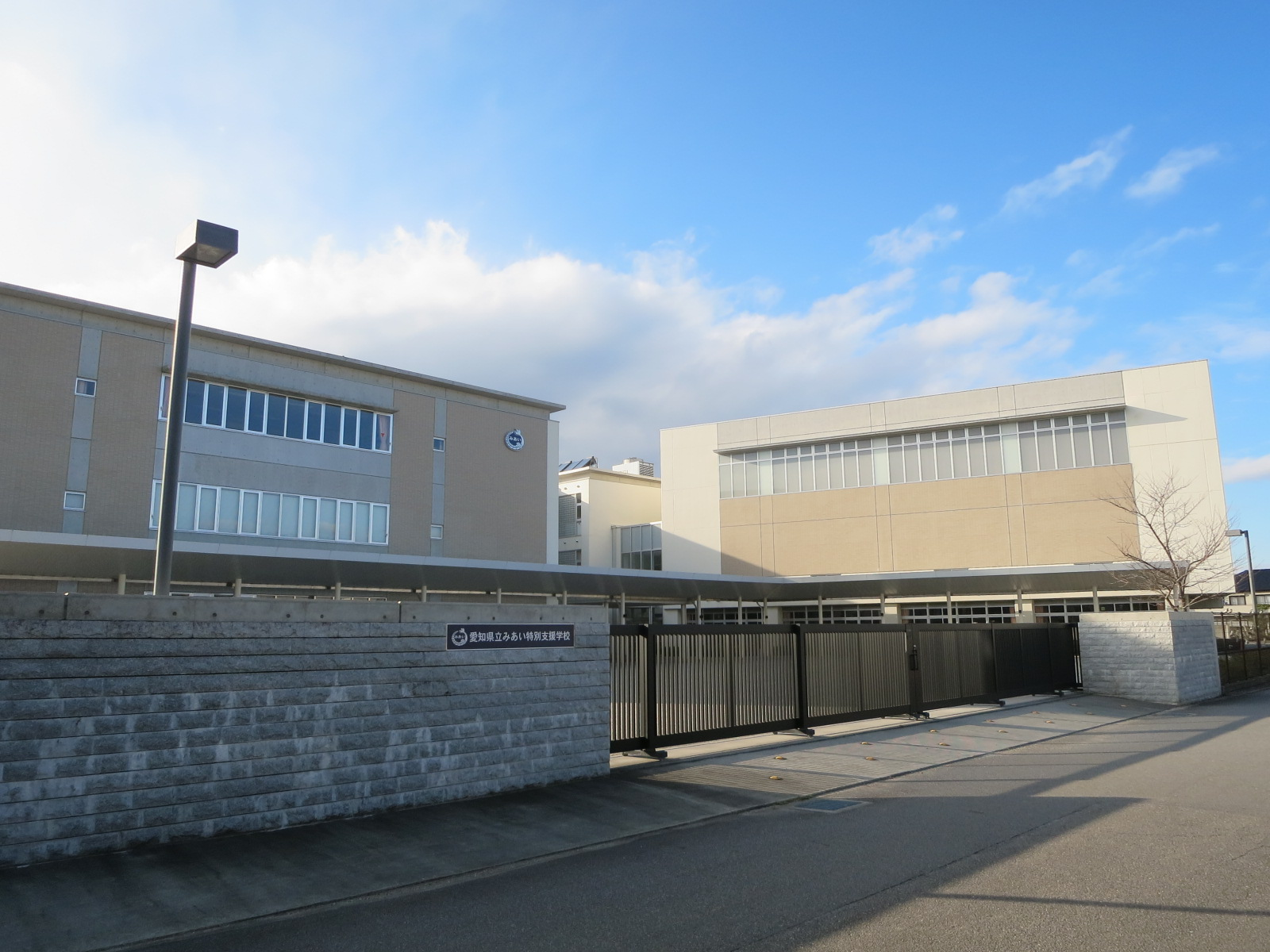
愛知県立みあい特別支援学校
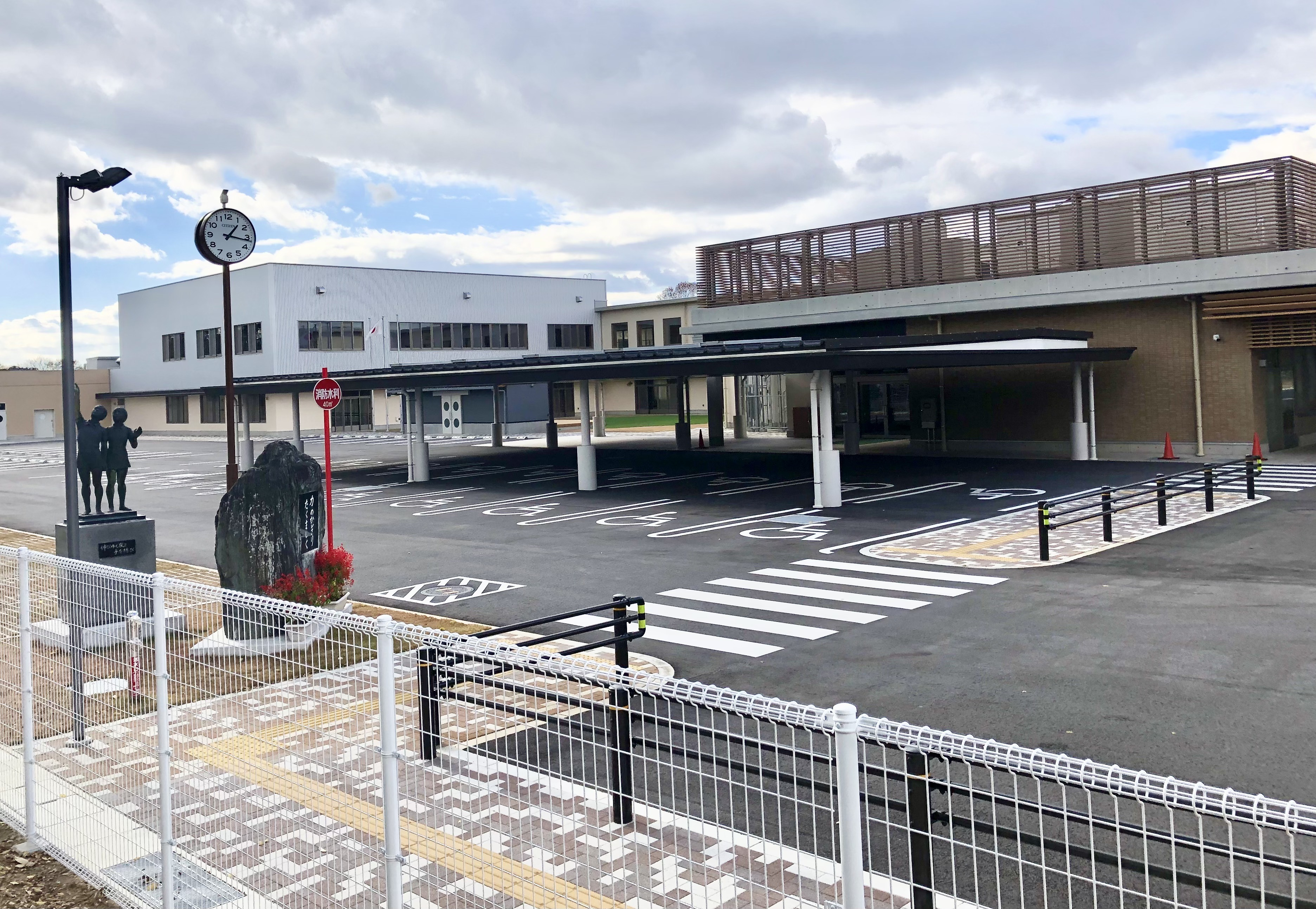
愛知県立岡崎特別支援学校
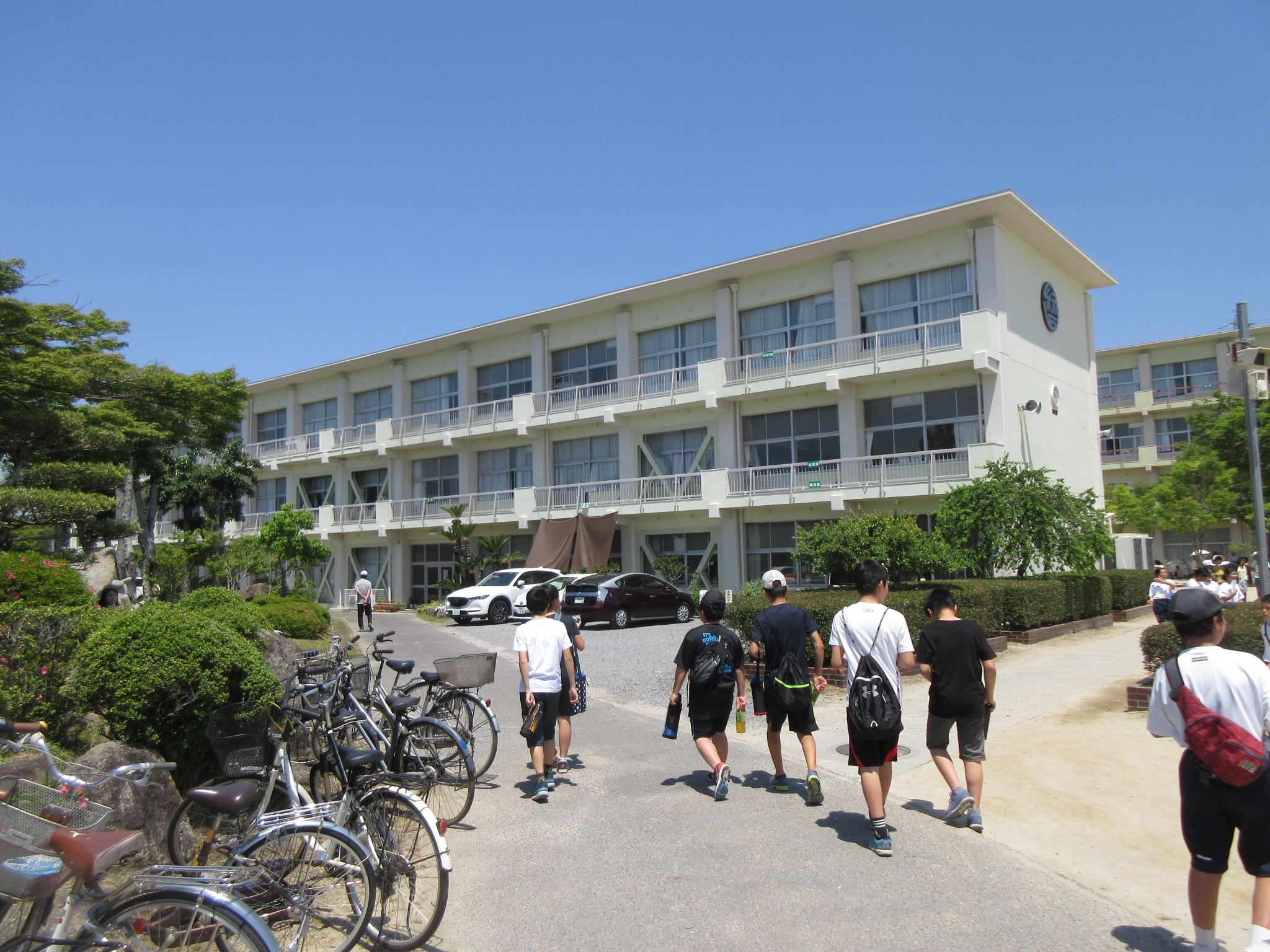
岡崎市立緑丘小学校
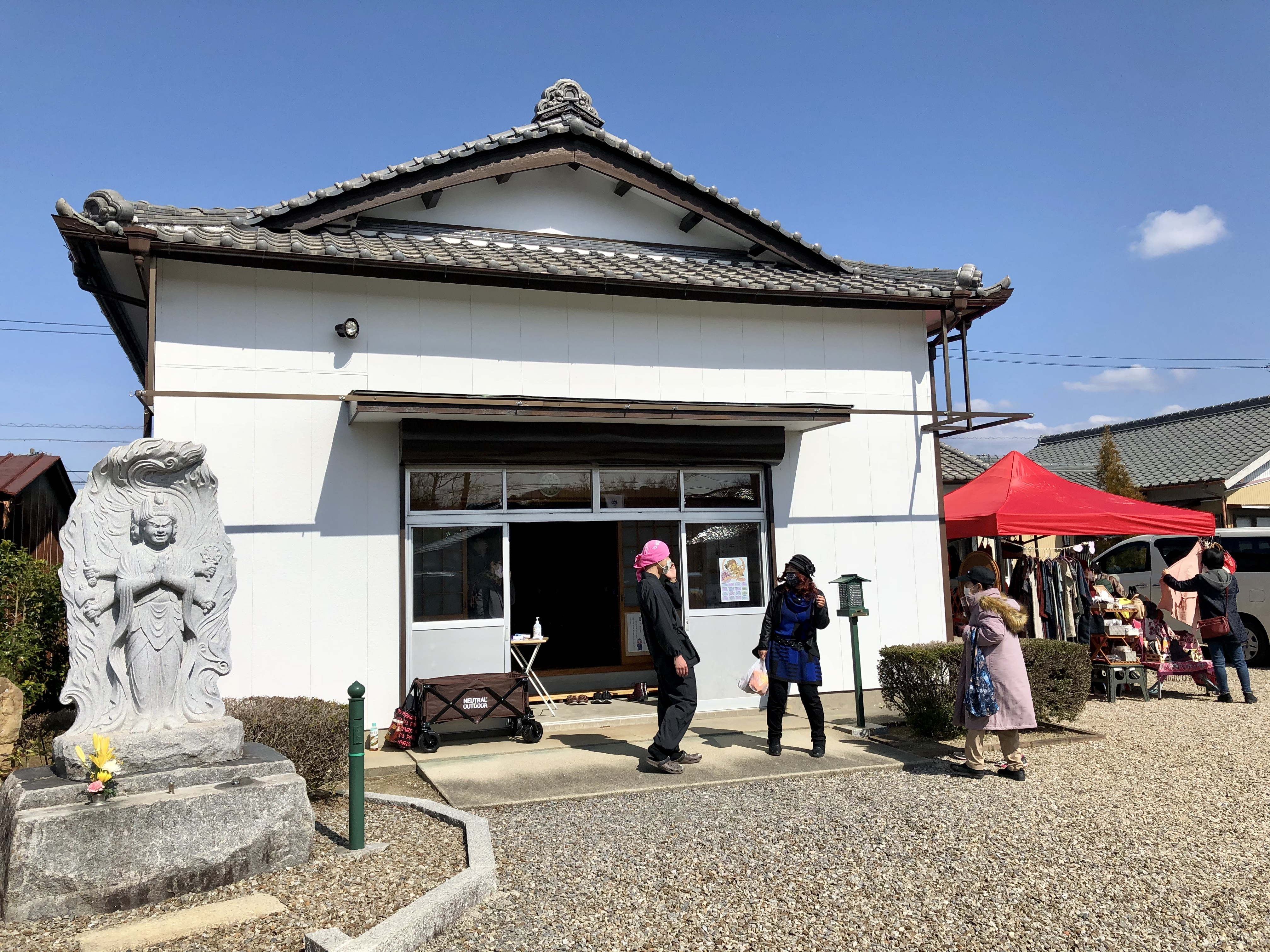
馬頭観音寺
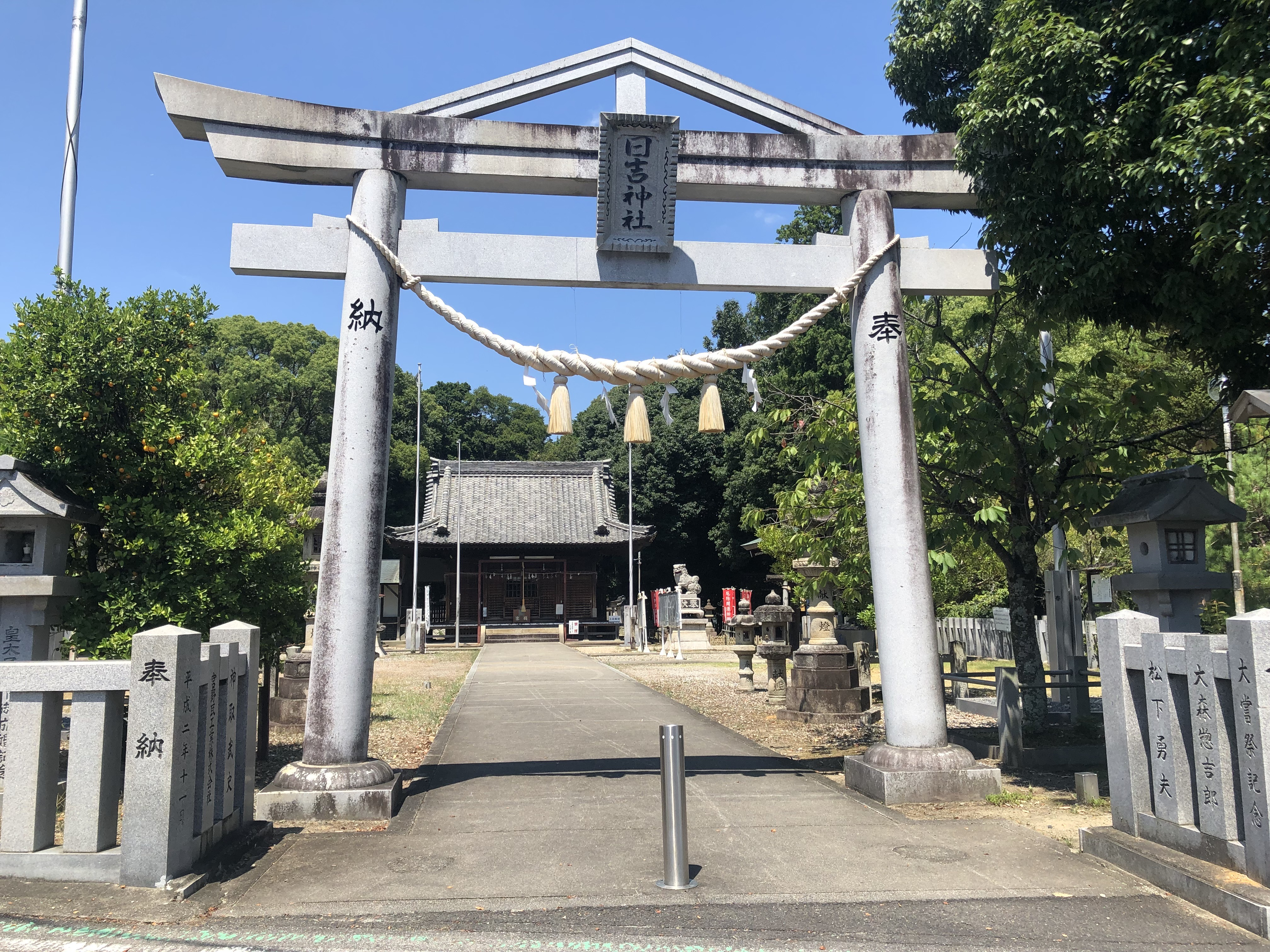
日吉神社
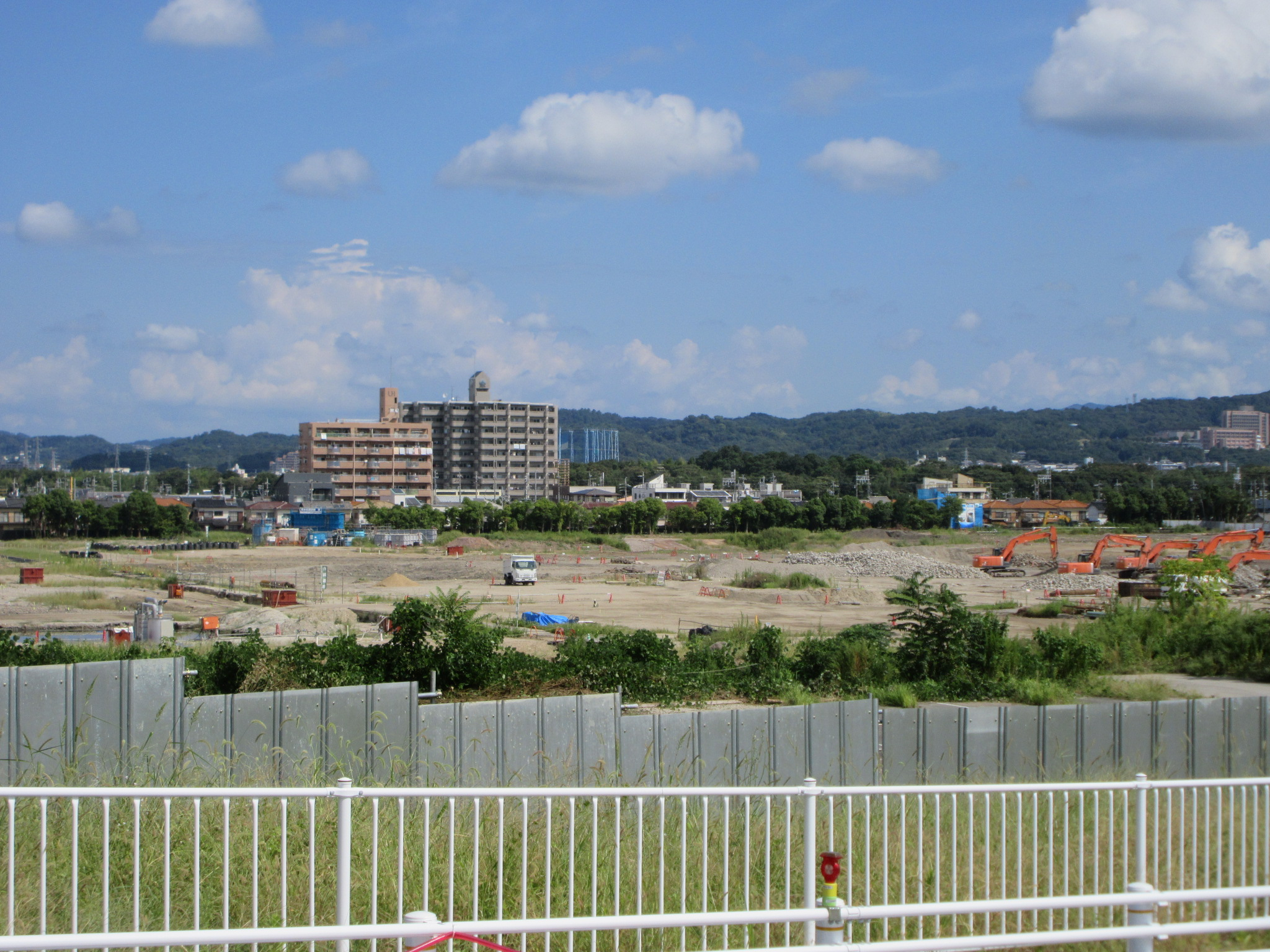
日清紡跡地（2017年9月撮影）
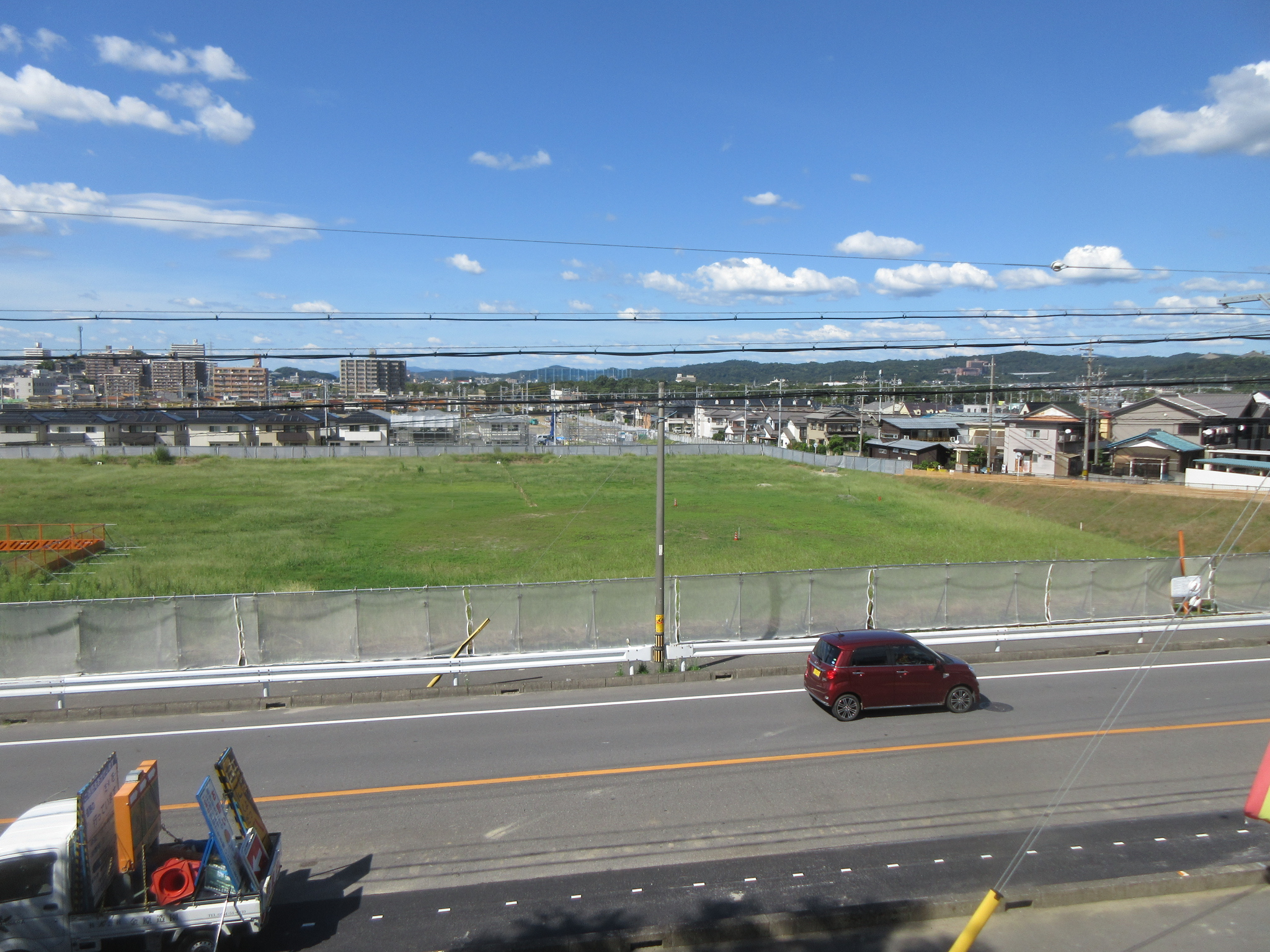
日清紡跡地。「イオンタウン岡崎美合」の建設前。
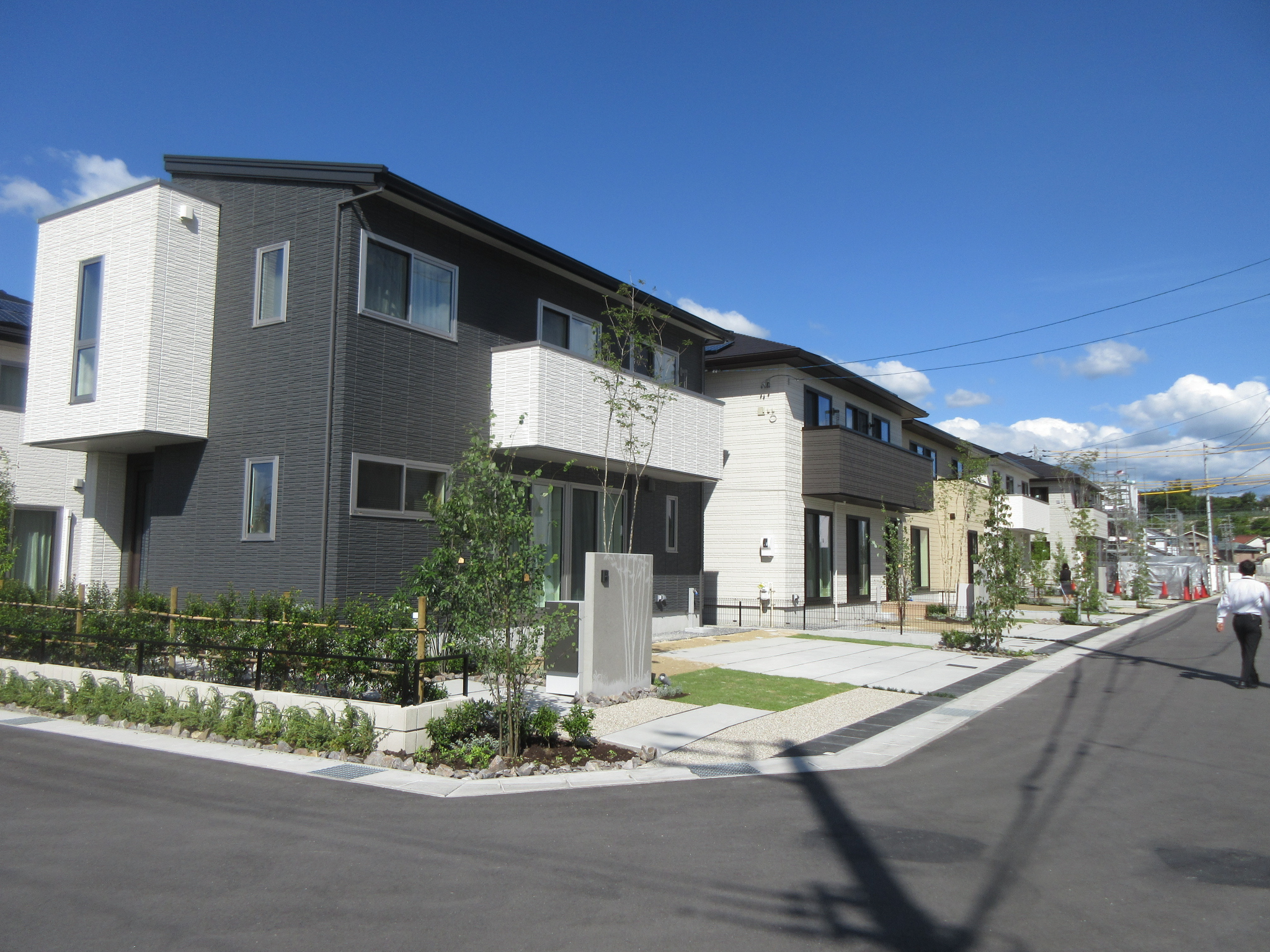
分譲住宅「つむぎテラシア」
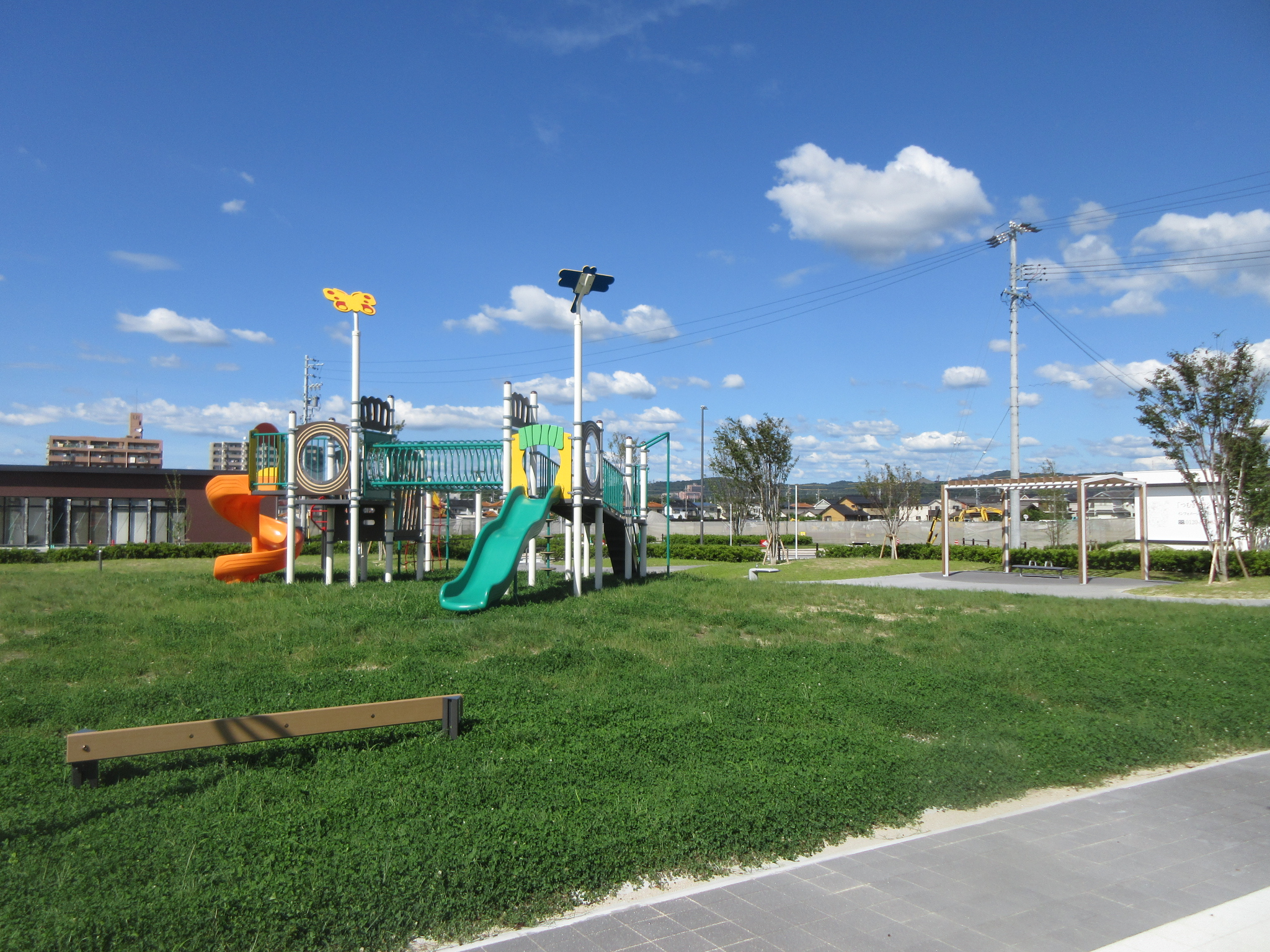
分譲住宅「つむぎテラシア」の一画の公園
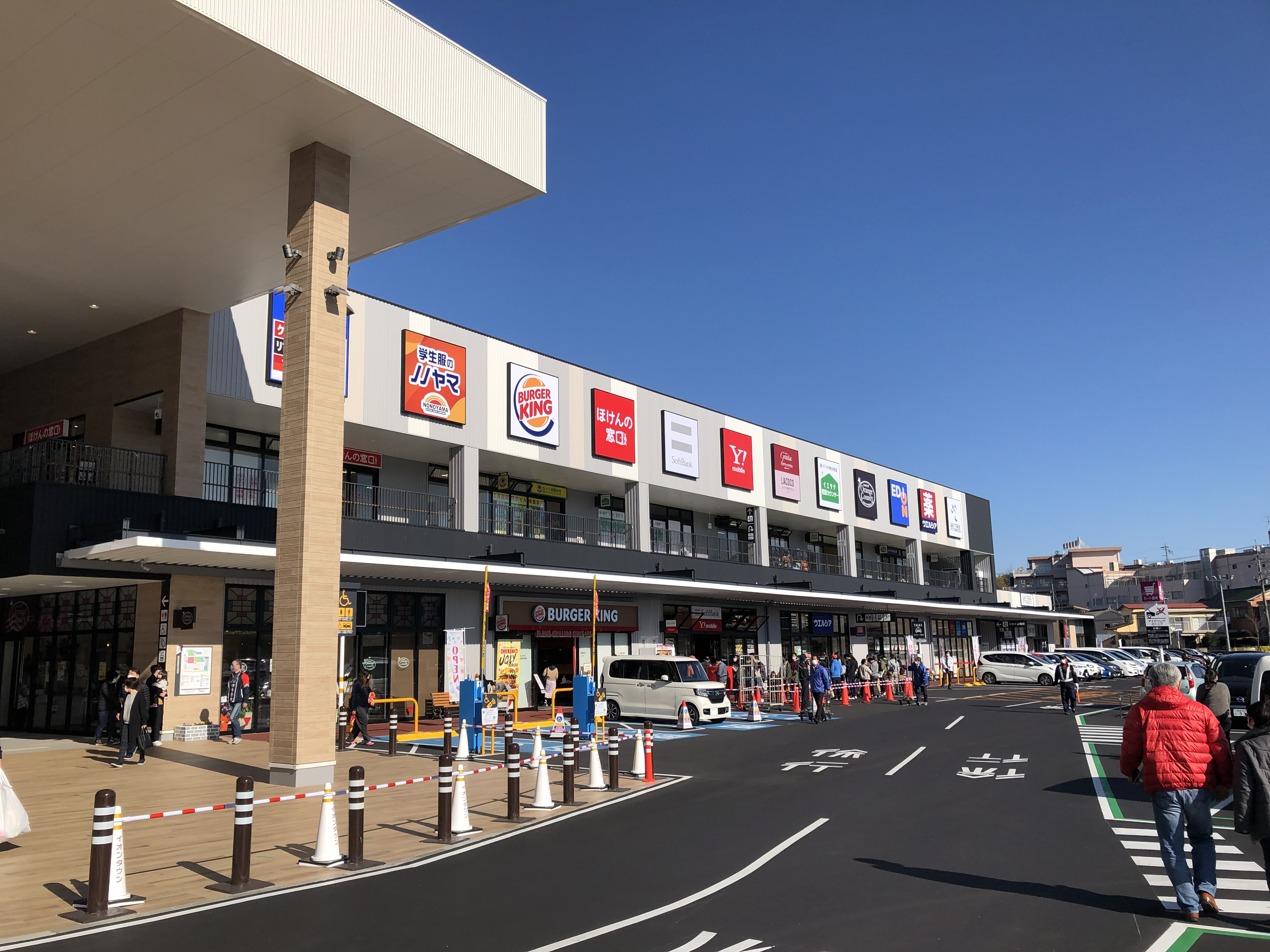
イオンタウン岡崎美合
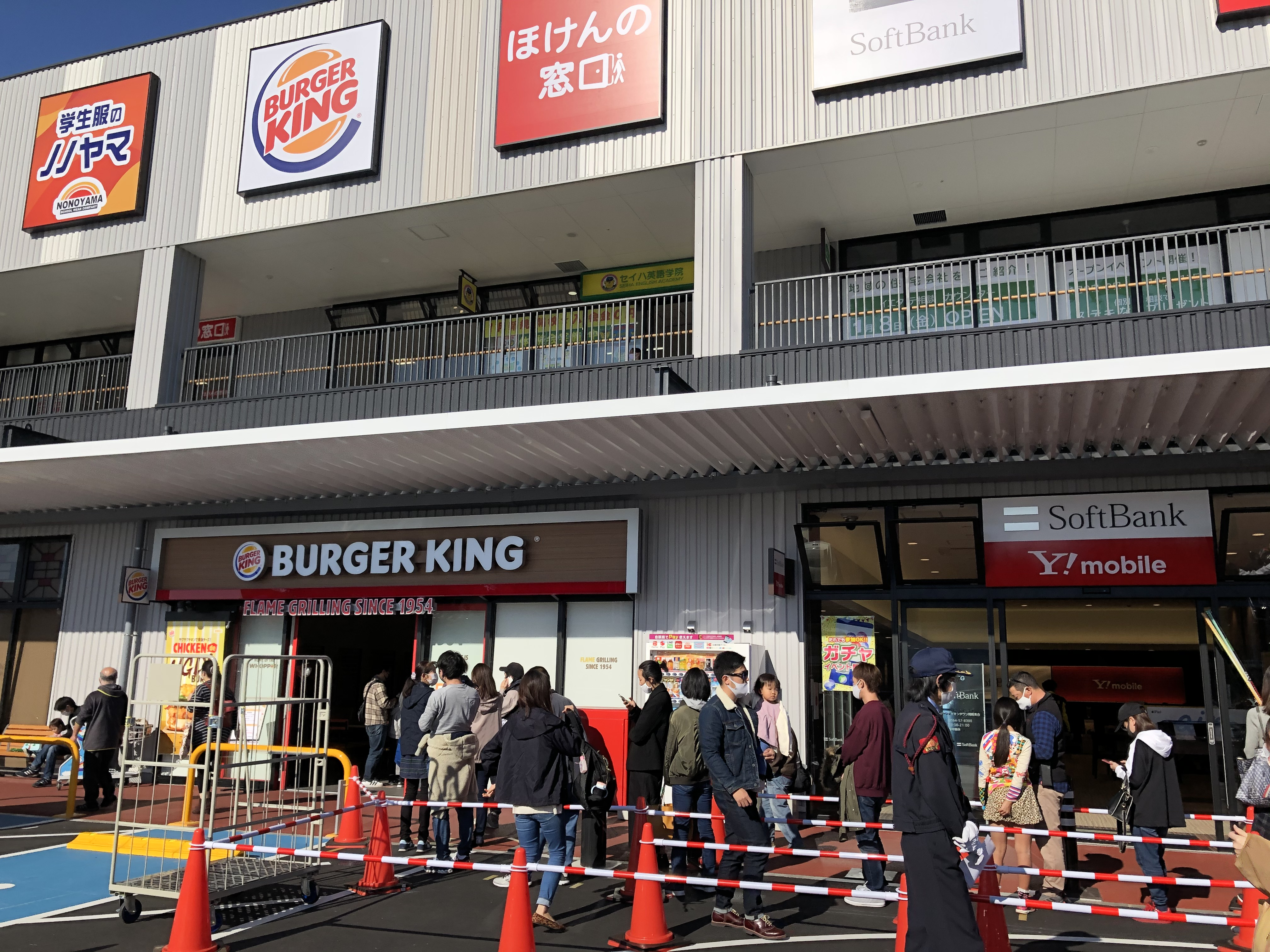
バーガーキングイオンタウン岡崎美合店
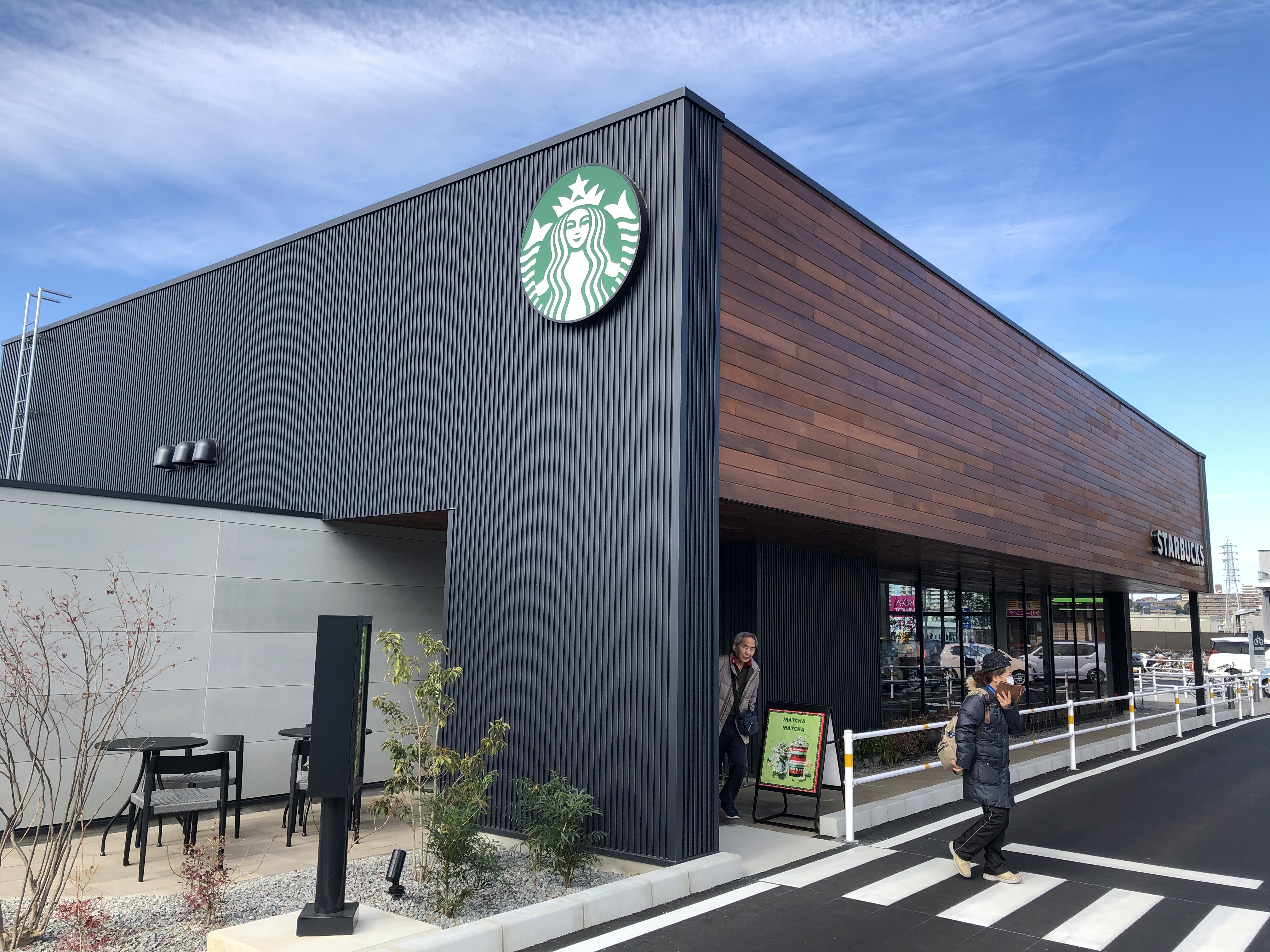
スターバックスイオンタウン岡崎美合店
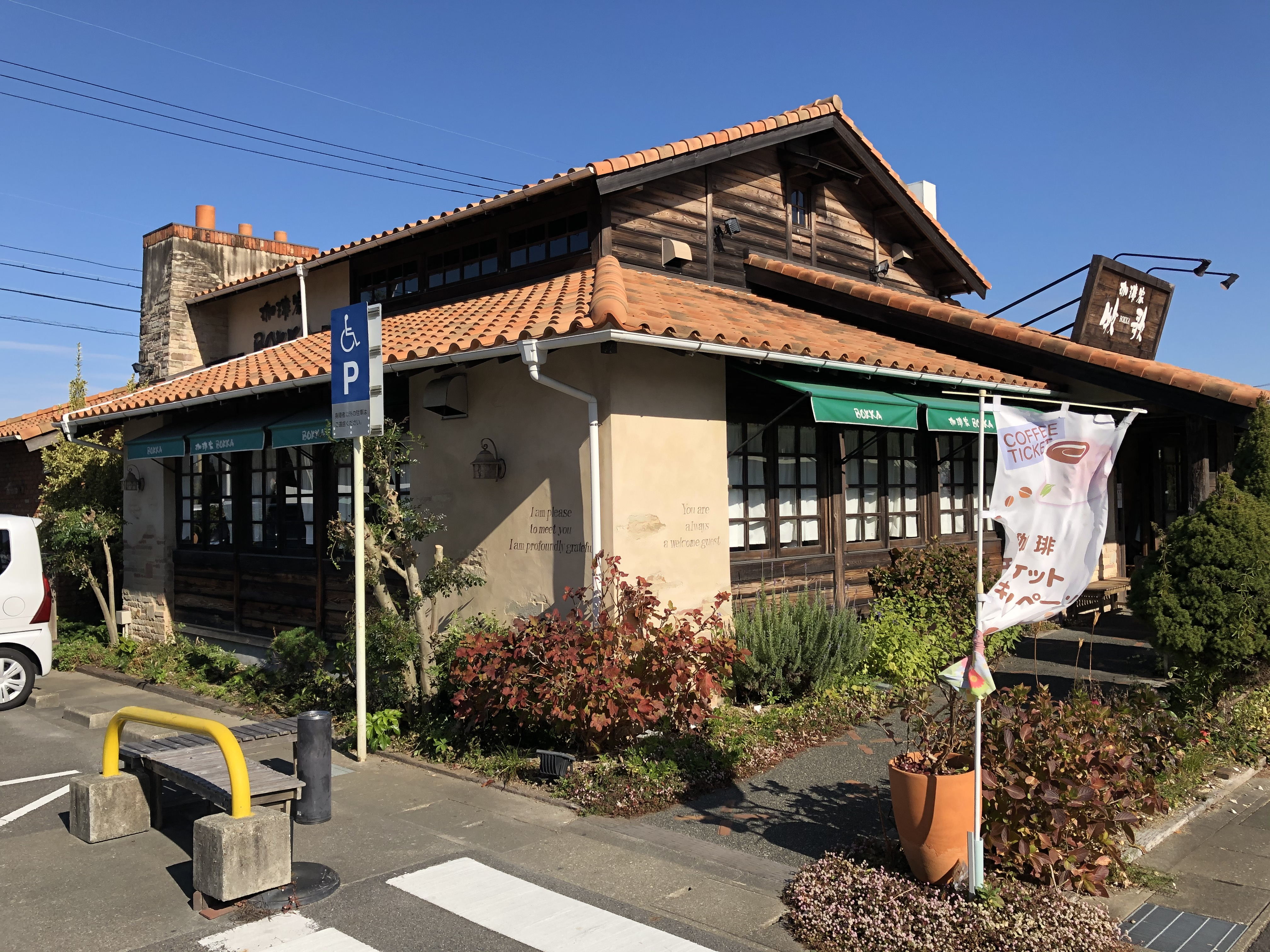
珈琲家 牧歌
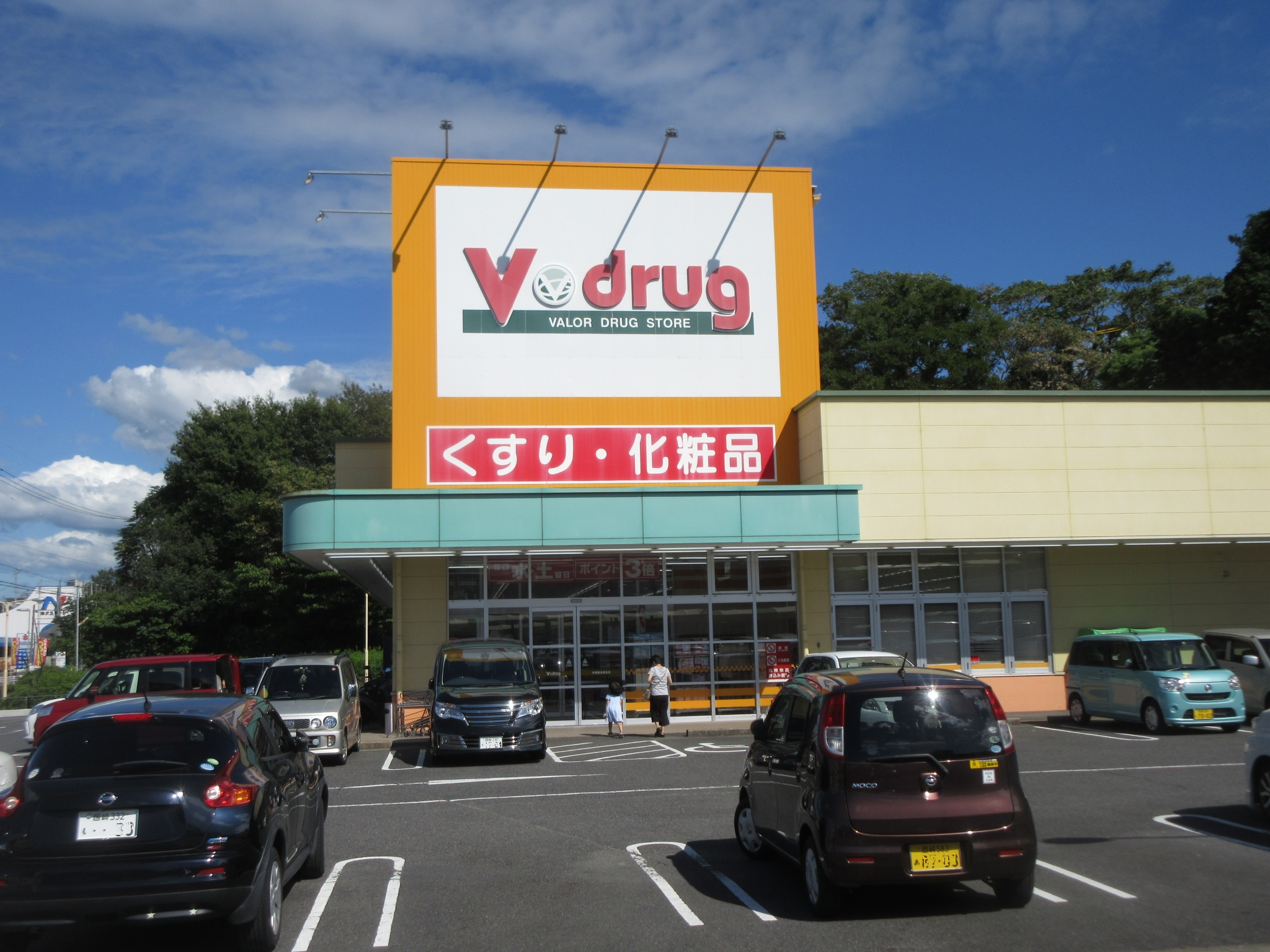
V・durg美合店
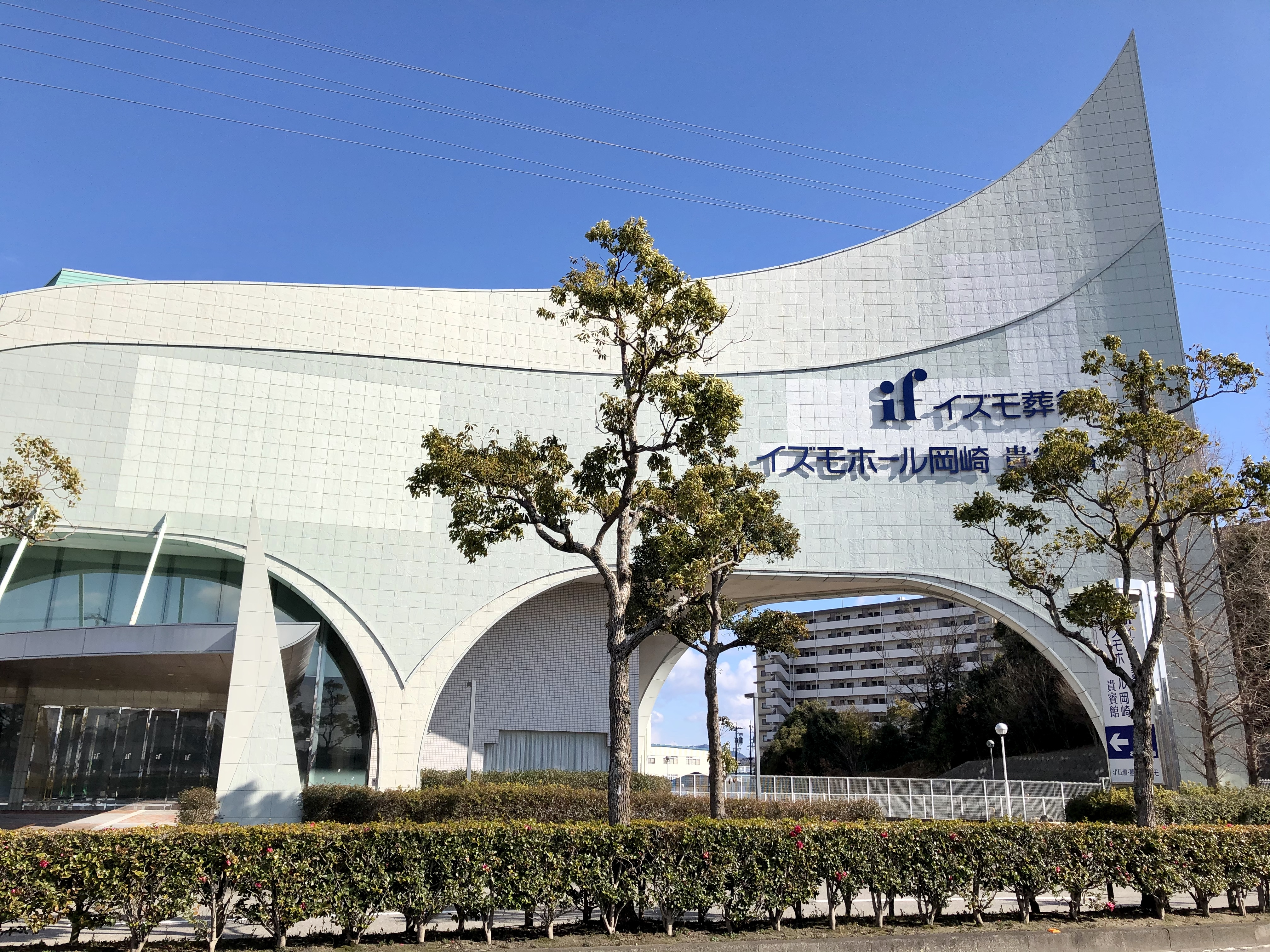
イズモホール岡崎貴賓館
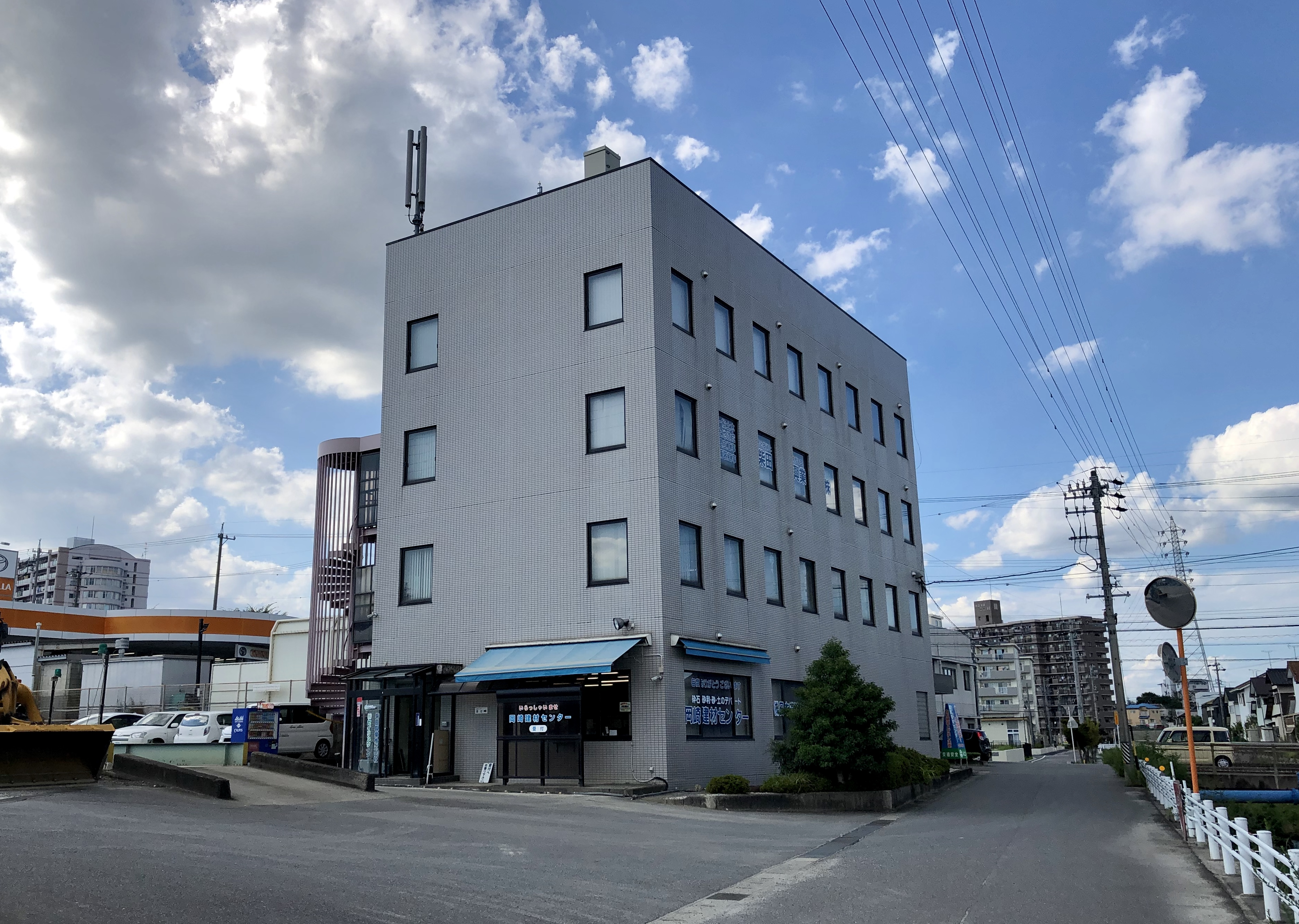
柴田興業本社
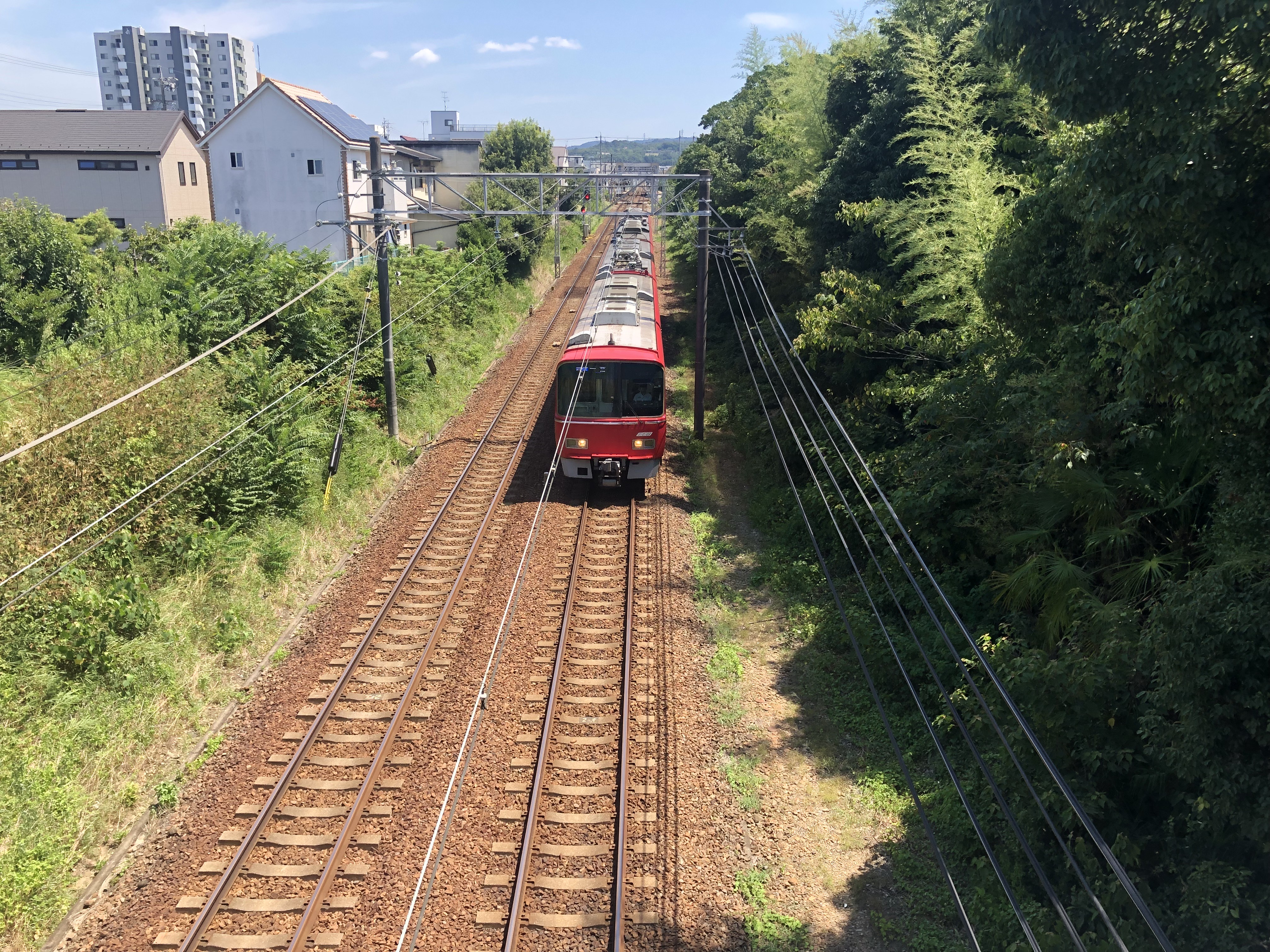
美合町生田と同町平地を結ぶ陸橋から名古屋本線を臨む
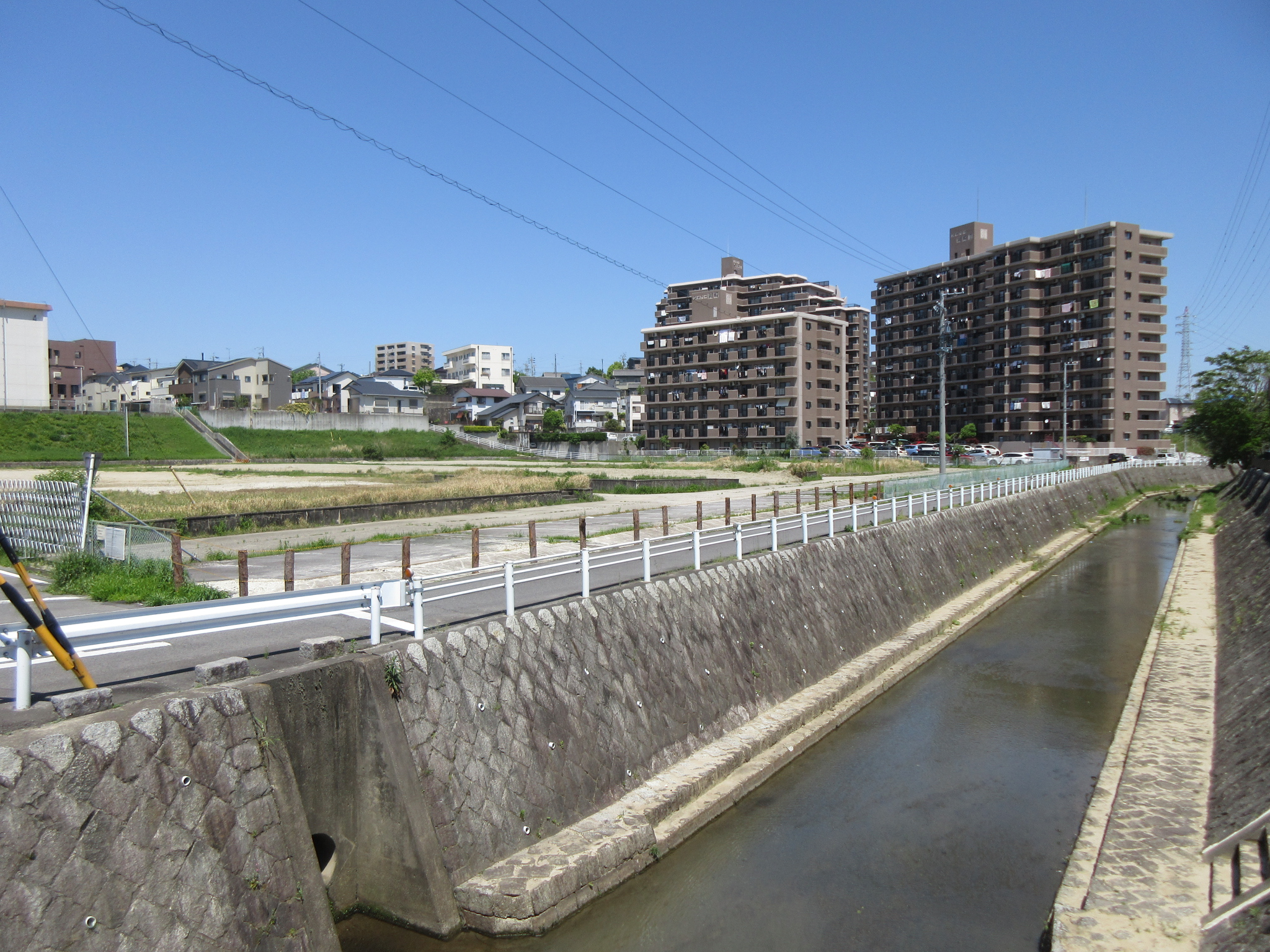
六斗目川
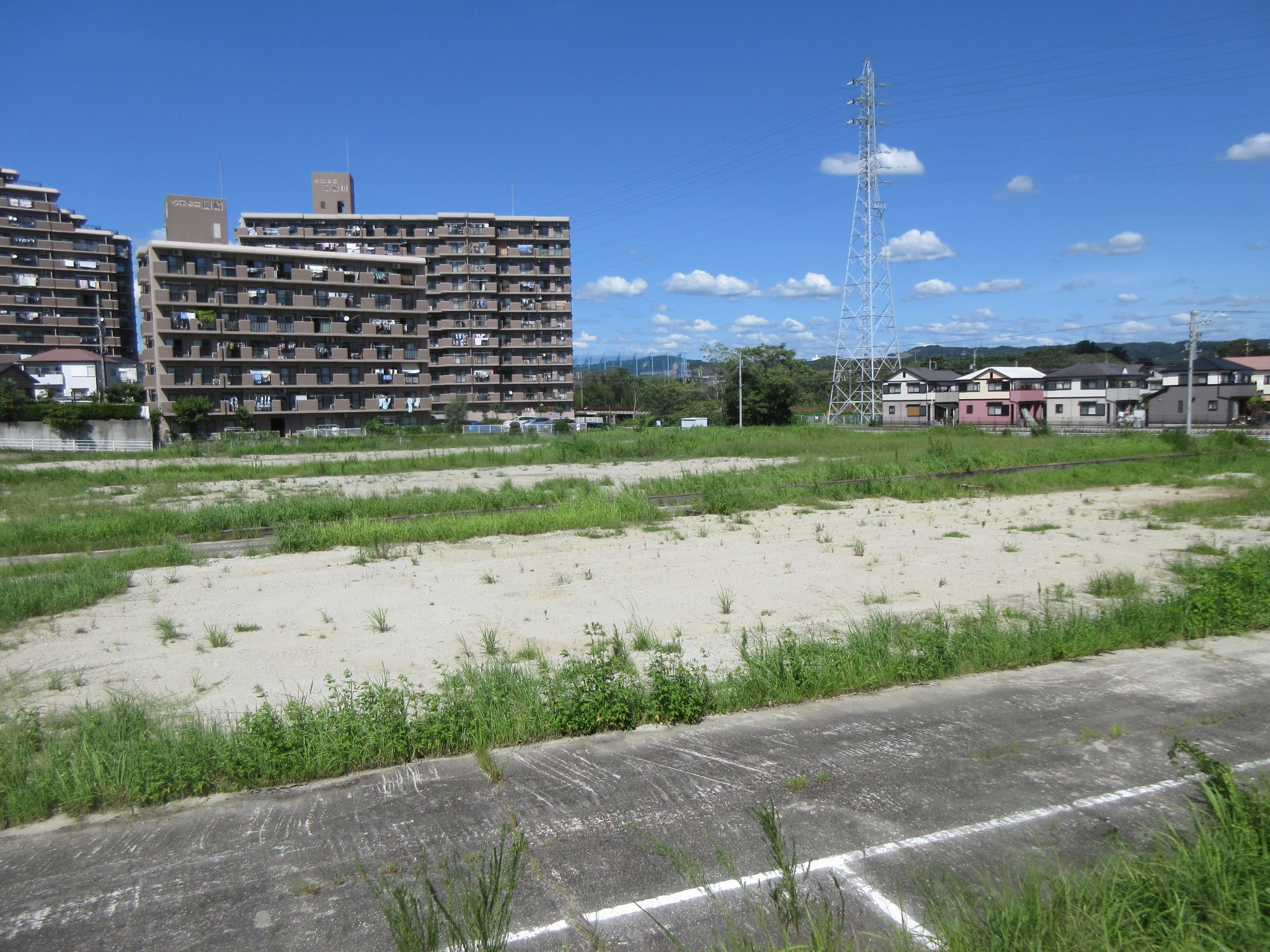
市営住宅「（仮称）五本松住宅」の建設予定地。国家公務員宿舎跡地を市が2017年3月に4億1,000万円で取得した[27]。

## その他

### 日本郵便
- 集配担当する郵便局は以下の通りである[28]。

| 字       | 郵便番号 | 郵便局     |
| -------- | -------- | ---------- |
| 字入込   | 444-0803 | 岡崎郵便局 |
| 字生田   | 444-0804 | 岡崎郵便局 |
| 字地蔵野 | 444-0805 | 岡崎郵便局 |
| その他   | 444-0802 | 岡崎郵便局 |

## 参考資料
- 「角川日本地名大辞典」編纂委員会 編『角川日本地名大辞典 23 愛知県』角川書店、1989年3月8日。ISBN 4-04-001230-5。
- 有限会社平凡社地方資料センター 編『日本歴史地名大系第23巻 愛知県の地名』平凡社、1981年。ISBN 4-582-49023-9。
- 新編岡崎市史編さん委員会 編『新編岡崎市史 総集編 20』1993年。